# 戴里蘭 (加利福尼亞州馬德拉縣)
戴里蘭（英語：Dairyland）是位於美國加利福尼亞州馬德拉縣的一個非建制地區。該地的面積和人口皆未知。

## 地理
戴里蘭的座標為37°01′06″N 120°18′38″W / 37.01833°N 120.31056°W，而該地的平均海拔高度為56米（即184英尺）。